# Gránátvető

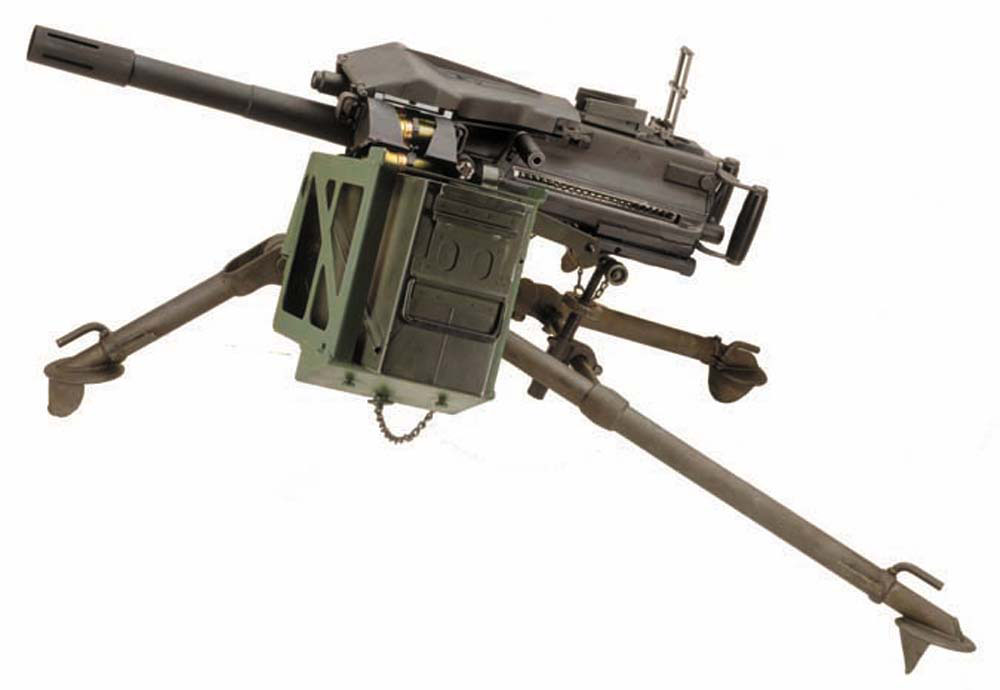
MK19 típusú állványra helyezett automata gránátvető

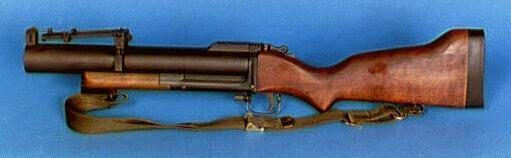
M79 gránátvető

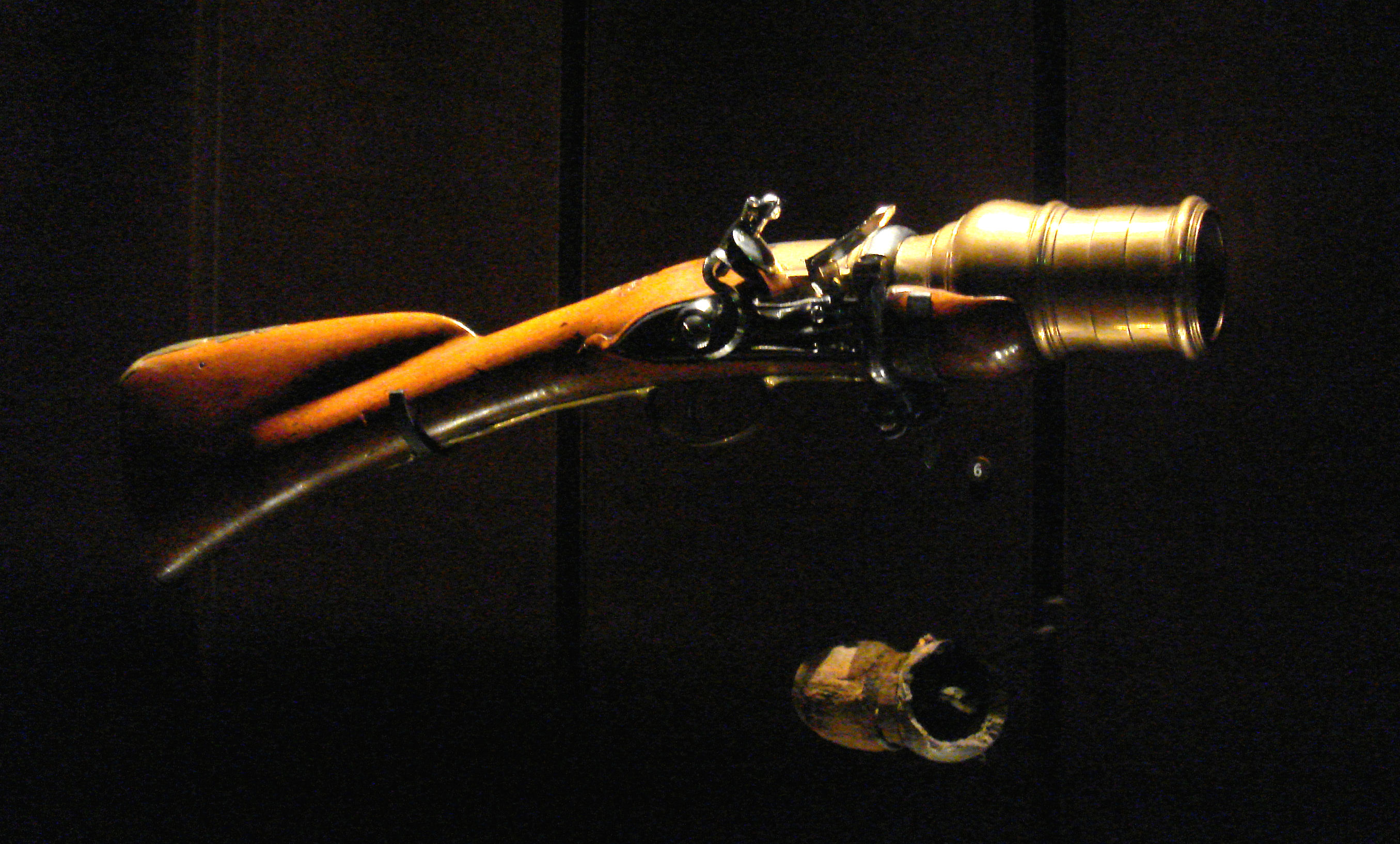
Kovás elsütőszerkezetű gránátvető a régebbi időkből

A gránátvető olyan tűzfegyver, amely töltettel és gyújtóval ellátott robbanó lövedéket, vagyis gránátot lő ki.

## Története
A gránátvetőket már a 16. században is használták. Ezek a fegyverek tulajdonképpen rövid csövű, nagy űrméretű puskák voltak. A lövedék egy feketelőporral megtöltött vasgolyó volt, melyből kilógott egy kanóc. A gránátot elölről töltötték a csőbe, majd amikor kilövésnél a lövedék mögötti indítótöltet meggyulladt, a lőpor égése a kanócot is elérte. A lövész egyébként az ég felé tartotta csövet, ezért a gránát meredek röppályán hagyta el a fegyvert. A lövedék becsapódás után robbant, a szétrepülő vas repeszek és a detonációt követő lökéshullám óriási pusztítást végzett az ellenség sorai között. 
Ezek a fajta feketelőporral működő gránátvetők hasznosak voltak, ám sokszor megbízhatatlanok. Jellemző probléma volt, hogy a gránát valamilyen oknál fogva beszorult a csőbe, azonban a kanóc meggyulladt, így a robbanás a fegyvercsőben történt, ami értelemszerűen használhatatlanná tette a gránátvetőt, ráadásul a kezelőikre is veszélyes volt.
Az első világháborúban a gránátvetők helyett puskagránátokat alkalmaztak. Ezek a lövedékek a puskacsőre kívülről ráhúzható, és onnan indítható fegyverek voltak. Alkalmazásuk körülményes volt és bár második világháborúban is szinte valamennyi hadviselőfél alkalmazott puskagránátokat, a mozgóháború nem kedvezett ennek a fegyvertípusnak.
A második világháborúban már megjelentek kísérleti gránátvetők, ám ebben az időszakban főleg a rakétameghajtású, páncéltörő fegyverekre fektették a hangsúlyt.
A gránátvetőkre a hidegháború évei alatt lett szükség, az amerikaiak 1961-ben rendszeresítették az M79 puskaalakú 40 mm-es gránátvetőt. Ezt követően mindkét fél részéről ment a kísérletezés újabb, modernebb és hatékonyabb gránátvetők elkészítésére.
Napjainkban a gépkarabélyok csöve alá felszerelt egylövetű gránátvetők és a automata, géppuska szerűen működő gránátvetők jellemzőek.

## Jellemzése
A modern gránátvetők sokféle kialakításban létezhetnek. Van, amelyik külön fegyverként funkcionál, de akad olyan is, amelyet egy, már meglévő lőfegyver (jellemzően gépkarabély) csöve alá lehet helyezni. A gránátvetők nagyobb változatai az automata gránátvetők, melyek inkább géppuskákra emlékeztetnek, méretűk és tömegük nagy, ezért állványra helyezik őket. Ezek teljesen önműködő fegyverek, az elsütőbillentyűt csak nyomva kell tartani, és a gránátok egymás után kirepülnek a csőből. A gránátvetők egy speciális fajtája a rakétameghajtású fegyverek, melyek egy nagy vetőcsőből állnak, és a rakétára emlékeztető, hosszú gránátokat elölről töltik be. A legismertebb ilyen fegyver az RPG–7 kézi páncélelhárító gránátvető. A magyar terminológia szerint a Honvédség új Carl Gustaf M4 hátrasiklás-nélküli fegyverei is gránátvetőnek minősülnek.
| Típus   | Gyártó ország             | Űrméret  | Működés   | Gyakorlati tűzsebesség | Hatásos lőtávolság |
| ------- | ------------------------- | -------- | --------- | ---------------------- | ------------------ |
| M79     | Amerikai Egyesült Államok | 40x46 mm | egylövetű | 5-7 lövés / perc       | 350 m              |
| M203    | Amerikai Egyesült Államok | 40x46 mm | egylövetű | 5-7 lövés / perc       | 350 m              |
| GP-25   | Szovjetunió / Oroszország | 40 mm    | egylövetű | 5-6 lövés / perc       | 400 m              |
| GP-34   | Szovjetunió / Oroszország | 40 mm    | egylövetű | 5-6 lövés / perc       | 400 m              |
| MK19    | Amerikai Egyesült Államok | 40x53 mm | automata  | 60 lövés / perc        | 1500 m             |
| H&K GMG | Németország               | 40x53 mm | automata  | 60 lövés / perc        | 1500 m             |
| AGS-17  | Szovjetunió / Oroszország | 30x29 mm | automata  | 50-100 lövés / perc    | 1700 m             |
| AGS-30  | Oroszország               | 30x29 mm | automata  | 50-100 lövés / perc    | 2100 m             |